# 活动桌面
，是微软在Windows 98开始引入的一项特性，通过Internet Explorer浏览器使用户可以在桌面上放置一个或多个Web对象如网页、图片等。
活动桌面的构想是非常好的，用户可以从桌面上就了解到诸如最新新闻、股市行情、天气预报等信息，但这项功能对于当时的计算机来说的高资源占用使得这项功能被许多用户遗忘在了角落。